# Hymir

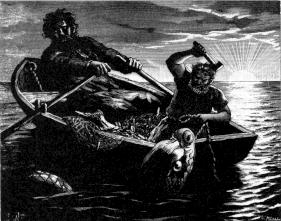
Thor e Hymir pescando.

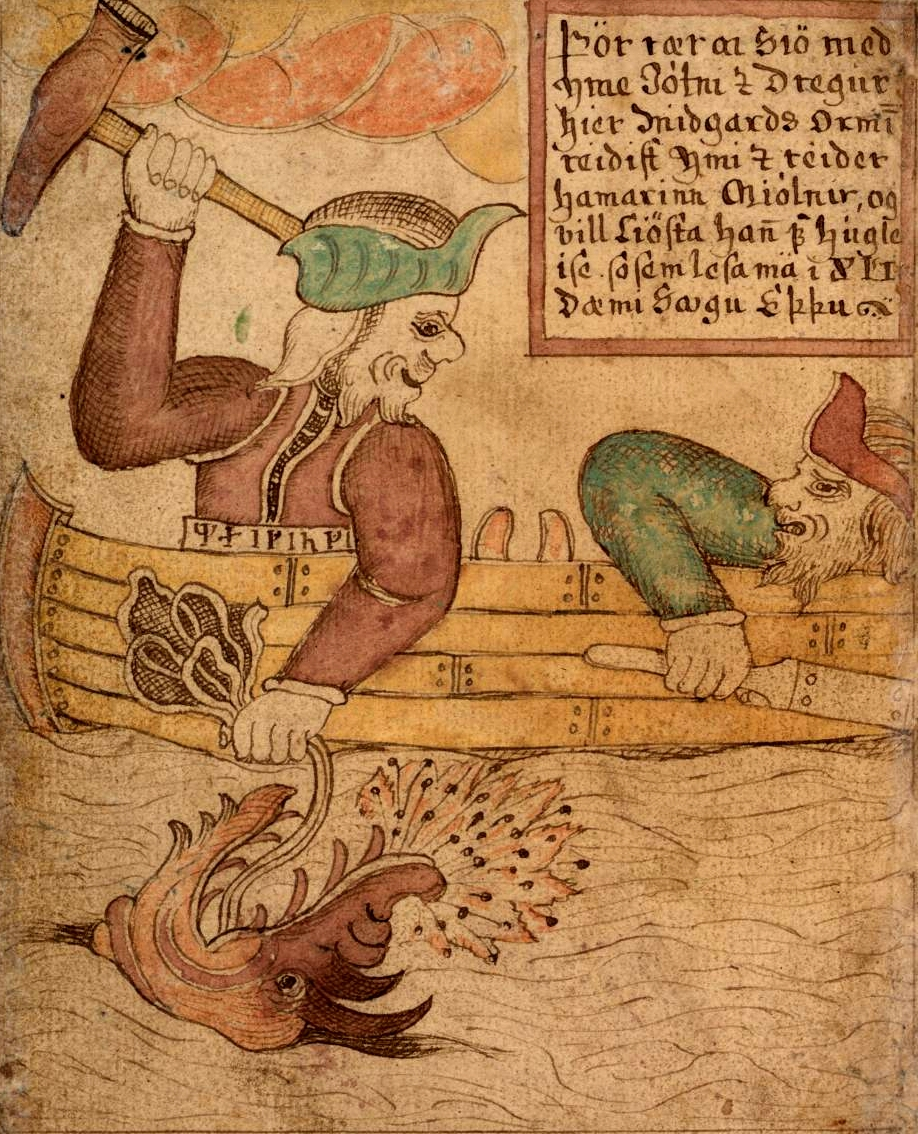
Otra imagen de un manuscrito islandés del de Thor y Hymir pescando a Jörmungandr.

En la mitología nórdica, Hymir era un gigante, esposo de Hrod. Era dueño de una caldera gigante que los Æsir querían para elaborar cerveza; la cual luego Thor obtendría.
Según se relata en Hymiskviða, el dios Ægir deseaba una caldera de gran tamaño para poder elaborar cerveza con la cual agasajar a los Æsir que se reunirían en su morada. Tyr recuerda que el sabio gigante Hymir poseía una, e invita a Thor a viajar hasta la morada del gigante, al final de los cielos, al este de los ríos Élivágar. Al llegar Thor come tanto que deben salir a pescar junto al gigante, y usando de carnada una cabeza de buey, Thor pesca a la serpiente Jörmungandr, pero el gigante atemorizado corta el cordel liberando así a la serpiente. Al llegar a tierra firme Hymir desafía a Thor en su fuerza, pidiéndole que rompa una taza mágica, la cual el dios ya sabía que solo podía romperse si era arrojada a la dura cabeza del gigante. Tras hacer añicos la taza, el gigante atemorizado accede al final a darles su caldera.
Se conservaron fragmentos de este relato en los poemas escáldicos Húsdrápa y Ragnarsdrápa en la Edda poética.
En Húsdrápa se lo menciona como un "gigante torpe".
En Ragnarsdrápa para designar al gigante se utiliza el kenningar "el que envía la brisa". Se ha señalado la similitud que presenta con el gigante Hræsvelgr mencionado en Vafþrúðnismál, el cual posee forma de águila y al batir sus alas en los confines del mundo provoca los vientos.
Es mencionado también en Lokasenna, texto que viene a continuación de Hymiskviða y gira en torno al banquete dado por Ægir.
Hymiskviða es la única fuente en donde se menciona a Tyr como hijo de Hymir, en los otros textos Tyr es hijo de Odín.